# Wittmann, Arizona
Wittmann är en ort i Maricopa County i Arizona, USA.